# 萨托夫恰市镇

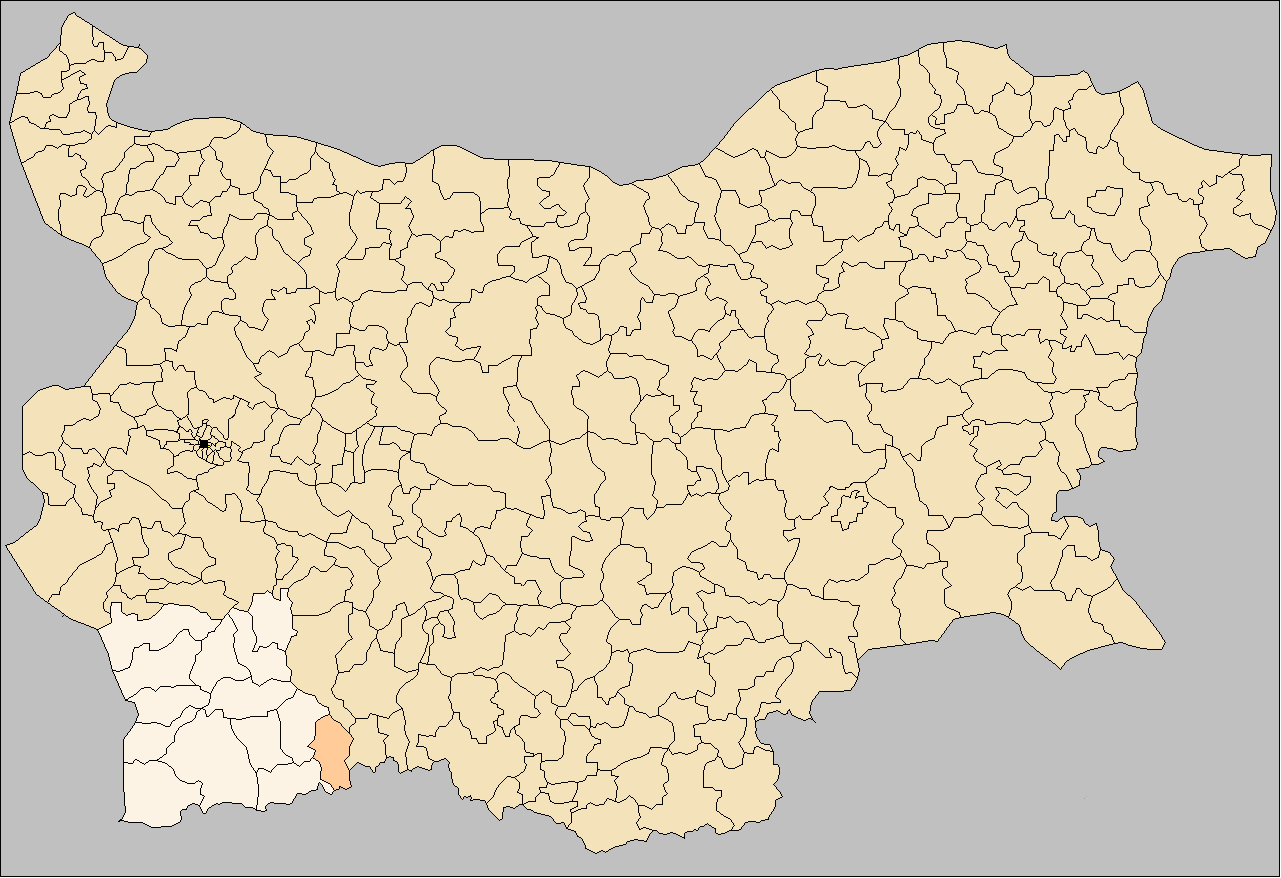

萨托夫恰市镇，是保加利亞西南部布拉戈耶夫格勒州的市鎮，行政中心为萨托夫恰，面積334.24平方公里，2018年人口14,263，人口密度每平方公里42.67人。
41°37′N 23°58′E / 41.617°N 23.967°E